# هاویر بسرا
هاویر بسرا (آمریکایی اسپانیایی: haˈβjeɾ beˈse.ra؛ انگلیسی: Xavier Becerra؛ زادهٔ ۲۶ ژانویه ۱۹۵۸) یک وکیل و سیاستمدار آمریکایی است که از مارس ۲۰۲۱ تا ژانویه ۲۰۲۵ به عنوان وزیر بهداشت و خدمات انسانی ایالات متحده آمریکا خدمت می‌کرد. او از سال ۲۰۱۷ تا ۲۰۲۱، ۳۳امین دادستان کل کالیفرنیا بوده و از سال ۱۹۹۳ تا ۲۰۱۷، به عنوان نماینده مرکز لس‌انجلس در کنگره فعالیت می‌کرده‌است. بسرا که از اعضای حزب دموکرات بود، از سال ۲۰۱۳ تا ۲۰۱۷ رئیس گروه دموکرات مجلس نمایندگان بود.

پس از انتخاب جو بایدن به عنوان رئیس‌جمهور آمریکا در نوامبر ۲۰۲۰، بسرا به عنوان نامزد دادستان کل در نظر گرفته شد. نیویورک‌تایمز در اوایل دسامبر ۲۰۲۰ گزارش داد که بایدن بسرا را به عنوان وزیر بهداشت و خدمات انسانی معرفی خواهد کرد. نامزدی او برای این سمت توسط رهبران طرفدار زندگی و محافظه‌کار به رهبری دانشجویان برای زندگی آمریکا مورد انتقاد قرار گرفته است و دلیل آن «عدم تجربه مراقبت‌های بهداشتی و بی‌اعتنایی او به افراد با توسط کمیته مالی ایمان بسرا» است. در ۱۰ مارس ۲۰۲۱، نامزدی در سنا به بن‌بست رسید. یک روز بعد، در ۱۱ مارس، نامزدی بسرا از کمیته مالی توسط کل مجلس سنا با رأی ۴۸-۵۱ حذف شد. در ۱۸ مارس ۲۰۲۱، نامزدی در سنا با رأی ۵۰ بر ۴۹ تأیید شد و همه به جز یک دموکرات حاضر و جمهوری‌خواه، سوزان کالینز، رأی موافق دادند. این محدودترین رأی برای هر یک از سمت‌های کابینه بایدن بود. در ۲۲ مارس ۲۰۲۱، بسرا سوگند یاد کرد تا وزیر جدید شود.